# 黒門通

黒門通（くろもんどおり）は、京都市の南北の通りの一つ。北は元誓願寺通から南は梅小路通まで至る。途中、丸太町通－押小路通間（二条城）、松原通－五条通間、花屋町通－七条通間（西本願寺）で中断する。
住宅街を通り抜ける、南行き一方通行の通りである。

## 概要
豊臣秀吉による京都改造事業、天正の地割によって猪熊通と大宮通の間に新設された通りである。通りの名は、秀吉によって築かれた聚楽第の東門である「鉄（くろがね）門」の別名「黒門」に由来する。門は黒門通下長者町に存在したとされる。
二条城以南の区間では新シ町通（あたらしまちどおり）、竹屋町通（東西の通りとは無関係）など複数の呼び名が存在していたが、現在では黒門通に呼称が統一された。
沿道は住宅が立ち並ぶほか、染工場が多く立地していることが特徴的である。

## 沿道の主な施設
- 社会福祉法人京都ワークハウス 上京ワークハウス　下長者町通上ル
- 天理教京丹分教会　出水通上ル
- 地下鉄東西線 - 二条城前駅（3番出口）　押小路通下ル
- 京都市営バス四条大宮バス停留所　四条通下ル
- ゲストハウス京都　木津屋橋通上ル

## 交差する道路
- 一条通
- 中立売通
- 下長者町通
- 出水通
- 丸太町通（京都市道187号鹿ヶ谷嵐山線）
- 押小路通（京都府道37号二条停車場東山三条線）
- 御池通
- 三条通
- 四条通（京都市道186号嵐山祇園線）
- 高辻通
- 松原通
- 五条通（国道9号）
- 木津屋橋通